# Альфонс де Ламартін
Альфонс Марі Луї де Прат де Ламартін (фр. Alphonse Marie Louis de Prat de Lamartine, 21 жовтня 1790, Макон — 28 лютого 1869, Париж) — французький письменник і політичний діяч. Яскравий представник французького романтизму.

## Біографія
Ламартін народився в місті Макон. Його батьки були збіднілими дворянами. Батько прищепив синові почуття відданості до законної монархії ; мати була ревною католичкою. Дитинство та юнацькі роки Ламартін провів разом з матір'ю і п'ятьма сестрами; що, разом з любов'ю до природи, породило в ньому певну м'якість характеру і схильність до сентиментальної мрійливості.
З дитинства улюбленим читанням було Євангеліє, а з французьких поетів — Жан Расін. Шкільне виховання Ламартін отримав спочатку в Ліоні, потім у єзуїтській школі у Белле. Повернувшись на батьківщину, він вивчав класичних авторів, захоплювався Руссо і Бернардом де-Сен-П'єром і з захопленням сприймав нові літературні віяння. Його юнацькі захоплення складають сюжет численних поем, де, в розповідях про Ельвірі, Леноре, Граціеле, передані справжні епізоди з життя поета, лише злегка прикрашені вигадкою. Особливу роль в житті Ламартіна грала любов до молодої жінки, оспіваної ним під ім'ям Ельвіри; вона рано померла, і сумні мрії про втрачене щастя наклали на поезію Ламартіна змусили його шукати розради у релігії. Він багато подорожував, жив у Італії, пробував щастя на дипломатичній кар'єрі.

## Творчість
У 1820 році вийшла його перша збірка віршів: «Méditations», яка мала відразу величезний успіх, згодом з'явилися «Nouvelles Méditations» (1823), «Harmonies» (1835), «Jocelyn» (1835), "Chute d'un Ange "(1838), " Recueillements poétiques "(1839). У 1829 році Ламартін обраний членом французької Академії; в 1832 році він здійснив велику подорож по Сходу і описав його в «Voyage en Orient» (1835). Час з 1839 по 1849 рік — розквіт політичної діяльності Ламартіна (див. нижче). Останні двадцять років життя Ламартіна були сповнені поневірянь і страждань. Літературне значення мають насамперед його перші віршовані збірки. Французька критика одностайно визнає автора «Méditations» одним з найбільших поетів Франції.
Його талант, на думку фахівців, не поступається Вікторові Гюго, проте він не очолював школу романтизму. Він стояв поза літературними чварами свого часу, не мав літературного самолюбства (його фізична краса і елеґантна аристократична постава більш задовольняли його, ніж літературний успіх) і сам називав себе дилетантом — "curiosus litterarum. У своїх перших віршах Ламартін наслідував Вольтера, Парні й жартівливими жанру Грессе. Його великі філософські поеми в олександрійських віршах («L'homme», «La Prière», «L'Immortalité»), оди (наприклад, «Enthousiasme») і деякі станси повторюють манеру Ж.-Ж. Руссо та інших поетів XVIII ст. Шатобріан, Гете, мадам де Сталь залучили його до духу часу; під їхнім впливом зміцнів ліричний талант Ламартіна, що шукав стилю для відображення свого внутрішнього світу.
Темою його поезії, суб'єктивної й часом ораторської, стала окреслена вже до нього мадам де Сталь «загадковість людської долі»; її головний зміст — «сумний споглядальний настрій, усамітнення лісів, безмежність обрію, зоряне небо, вічність і нескінченність, що криються в душі християнина». Шатобріан вніс ідею християнства в художню прозу, Ламартін вніс глибокий християнський настрій в поезію; ці риси об'єднують двох великих представників романтизму. Але Шатобріан, поет пристрасті й яскравих барв, приносить в релігію елемент любові й пристрасті, його християнство сповнене чуттєвості й життєрадісності, Ламартін, у якому віра — справа природного інстинкту і виховання, оспівує любов, очищену і одухотворену скорботою і близькістю смерті, що насувається або вже настала.
У французькій літературі Ламартін створив жанр елегії. «Lac», «Isolement», «A Elvire», «Le Vallon», «Crucifix» найвідоміші його елегії, наділені значно більшою поетичною силою, ніж довгі поеми — «Jocelyn», "Chute d'un Ange ", де поетична краса чергується з риторичною декламацією. У поезії Ламартіна жінка є посередницею між земним життям і вищим, божественним світом; скорбота від думки про втрачену кохану забарвлюється глибокою вірою в безсмертя. Поєднання поетичної меланхолії з інстинктивною вірою становить головну чарівність поезії Ламартіна, що не відрізняється новизною задуму. Вся справа в безпосередності почуття, яким дихає, наприклад, поезія Озеро «Lac», де стара думка про тлінність земного щастя одягнена в неповторно зворушливу форму.

О часе, зупинись! Спиніться, о хвилини: П'янкого почуття!
Як втримати навік це щастя безупинне,
Найкращий день життя?
Та я дарма прошу хоч трохи на останок: Спинитись мить, — не жде.
Благаю ніч: «Спинись!», але ясний світанок: Уже на зміну йде.
(Озеро, переклад Миколи Терещенка)

У ліричних збірках, що з'явилися після перших «Méditations», релігійний настрій все більш посилюється і виливається в гімни, перейняті християнським смиренням. «Harmonies» більш музичні за мовою, але поступаються «Méditations» за ніжністю форми.

## Політична діяльність

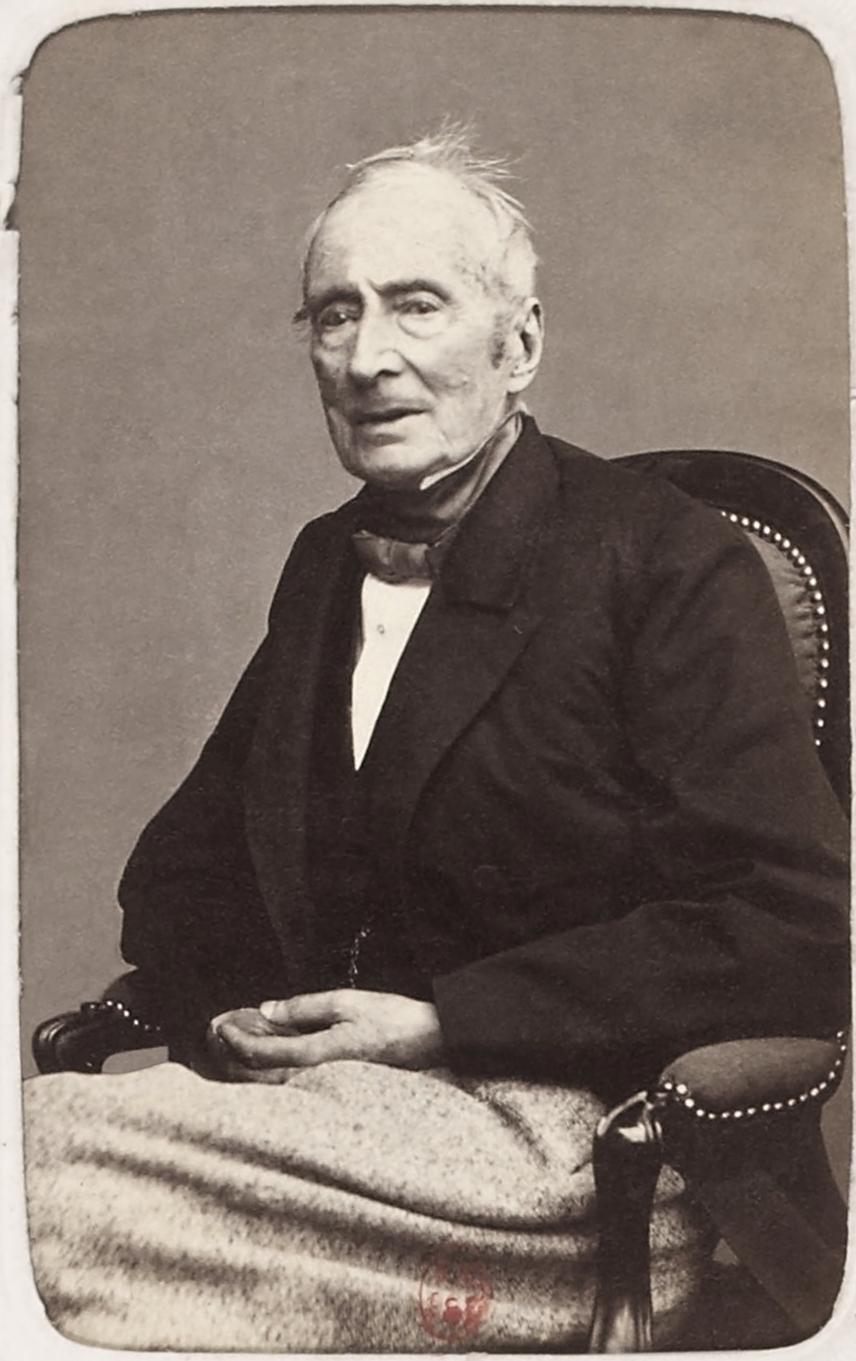
Alphonse de Lamartine, ca.1865

У молодості Ламартін служив у королівській гвардії, з 1823 по 1829 рік був секретарем посольства в Неаполі й у Флоренції. Князь Поліньяк запропонував йому місце головного секретаря іноземних справ, але Ламартін відмовився, тому що не поділяв реакційних поглядів цього кабінету. У тому ж 1829 році він був призначений послом до герцога Леопольда Саксен-Кобург-Готського. Дізнавшись про липневу революцію, Ламартін подав у відставку. Обраний, у 1833 році, в палату депутатів, він вже у своїй першій промові оголосив себе незалежним консерватором. У політиці він, насамперед, мораліст, у соціальних питаннях — проповідник прогресу та релігійної терпимості, захисник свободи й пролетаріату. Його блискучі промови хвилювали палату і жадібно читалися.
Певних політичних планів у Ламартіна не було, він підтримував консервативний кабінет Молі, а коли прихильники останнього запропонували йому головування в палаті, він відмовився, заявивши, що є прогресистом, а вони — консерватори. У 1840 році, протидіючи політиці Тьера у східному питанні, Ламартін висловився за розділення Турецької імперії, запропонувавши віддати Константинополь — Росії, Єгипет — Англії, а Сирію — Франції. З 1843 року він стає рішучим противником консервативного напрямку Гізо. Слава Ламартіна досягла свого апогею в 1847 році, коли він випустив у світ «Історію жирондистів». У цій захоплююче написаній книзі він дає блискучу апологію жирондистів. Наукового в книзі доволі мало, в ній представлено ряд блискучих портретів і описів, пройнятих республіканським настроєм.
Після зречення Людовіка-Філіпа (24 лютого 1848 р.) Ламартін рішуче повстав у палаті проти регентства герцогині Орлеанської й виголосив гарячу промову, пропонуючи заснувати тимчасовий уряд і скликати національні збори. Як член тимчасового уряду, Ламартін взяв на себе портфель міністра закордонних справ. Тільки під тиском обставин Ламартін зважився негайно проголосити республіку, в якій він, завдяки таланту і красномовству, став посередником між консерваторами й радикалами. У ці бурхливі дні Ламартін виявив велику мужність і такт. 25 лютого, коли тимчасовому уряду загрожувала небезпека бути розігнаним натовпом, Ламартін вимовив знамениту промову, де красномовно описав жахи революції й оспівав триколірний прапор (на противагу червоному).
4 березня 1848 року Ламартін направив до європейських дворах маніфест в миролюбному дусі. Ряд народних виступів (у березні та квітні) змусив його вдаватися до збройної сили. Тож популярність Ламартіна падала. Обраний в 10-ти департаментах депутатом в установчі збори, Ламартін був обраний зборами членом виконавчої комісії. Повстання 15 травня було придушене, завдяки розпорядливості Ламартіна. Це був останній день його слави. Бажаючи всіх примирити, він нікого не задовольняв. Збори відкинули його пропозицію про недопущення Луї-Бонапарта, а зближення Ламартіна з Ледрю-Ролленом і генералом Кавеньяком відштовхнуло від нього і консерваторів, і радикалів. Червневі дні поклали кінець його участі в уряді. В питанні про вибори президента республіки Ламартін розійшовся з Греві, що пропонував обрання президента республіки не народом, а палатою. На виборах у президенти Ламартін отримав дуже мало голосів. Навіть у законодавчі збори 1849 року він не потрапив, хоча виступив кандидатом в 10-ти департаментах.
Повернувшись до літературної діяльності, він заснував і редагував політичний журнал «Conseiller du peuple». У його книзі «Civilisateur» (1851) зібрані цікаві біографії великих людей, особливо Цезаря, що було замаскованою сатирою проти Наполеона. У 1848 році Ламартін написав «Trois mois au pouvoir», а в 1849 році — «Histoire de la révolution de février». У «Histoire de la Russie» (1855), «Histoire de la Turquie», «Histoire des Constituants» виявився занепад таланту Ламартіна. У його «Histoire de la Restauration» (1851—1863) багато драматичних сторінок і художніх нарисів, але наукового значення вона також не має.

## Твори
Поезія
- Méditations poétiques (1820) куди ввійшли «Le Lac» та «L'Isolement»
- La Mort de Socrate (1823)
- Nouvelles Méditations poétiques (1823) куди ввійшли «La Solitude», «Les Préludes» (покладена на музику Ференцом Лістом)
- Le Dernier Chant du pèlerinage d'Harold (1825)
- Epîtres (1825)
- Harmonies poétiques et religieuses (1830) куди ввійшла поезія «Milly, ou la Terre natale»
- Recueillements poétiques (1839)
- Le Désert, ou l'Immatérialité de Dieu (1856)
- La Vigne et la Maison (1857)

Романи в прозі
- Raphaël (1849)
- Graziella (1849)
- Le Tailleur de pierre de Saint-Point (1851)
- Geneviève, histoire d'une servante (1851)
- Fior d'Aliza (1863)
- Antoniella (1867)

Епопеї та романи у вірших
- Jocelyn (1836)
- La Chute d'un ange (1838)

Театр
- Médée (1813 ?, опубліковано в1873)
- Saül (écrit en 1818 mais опубліковано в 1861)
- Toussaint Louverture (1850)

Історія
- Histoire des Girondins (1847)
- Histoire de la Restauration, 8 томів (1851)
- Histoire des Constituants (1853),
- Histoire de la Turquie (1853—1854)
- Histoire de la Russie (1855).

Мемуари, автобіографії та дорожні нотатки
- Voyage en Orient (1835)
- Trois Mois au pouvoir (1848)
- Histoire de la révolution de 1848 (1849)
- Confidences contenant le récit de Graziella (1849)
- Nouvelles Confidences contenant le poème des Visions (1851)
- Nouveau Voyage en Orient (1850)
- Mémoires inédits (1870)

Біографії
- Le Civilisateur, Histoire de l'humanité par les grands hommes, trois tomes (1852 : «Jeanne d'Arc», «Homère», «Bernard de Palissy», «Christophe Colomb», «Cicéron», «Gutemberg» ; 1853 : «Héloïse», «Fénelon», «Socrate», «Nelson», «Rustem», «Jacquard», «Cromwell» (2 частини) ; 1854 : «Cromwell» (3-я частина), «Guillaume Tell», «Bossuet», «Milton», «Antar», «Mad. de Sévigné»)

Інші твори
- Des destinées de la poésie (1834)
- Sur la politique rationnelle (1831)
- La vie de Mahomet (1854)
- Lectures pour tous ou extraits des oeuvres générales (1854)
- Cours familier de littérature (1856)
- Nombreux discours politiques24

Листування
- Correspondance d'Alphonse de Lamartine: deuxième série, 1807—1829. Tome III, 1820—1823 (textes réunis, classés et annotés par Christian Croisille ; avec la collaboration de Marie-Renée Morin pour la correspondance Virieu). — Paris: H. Champion, coll. " Textes de littérature moderne et contemporaine " n° 85, 2005. — 521 p., 23 cm. — ISBN 2-7453-1288-X.
- Lamartine, lettres des années sombres (1853—1867), présentation et notes d'Henri Guillemin, Librairie de l'Université, Fribourg, 1942, 224 pages.
- Lamartine, lettres inédites (1821—1851), présentation d'Henri Guillemin, Aux Portes de France, Porrentruy, 1944, 118 pages.
- Correspondance du 25 décembre 1867

## Українські переклади
Окремі вірші Ламартіна переклали українською Василь Щурат, Микола Терещенко, Всеволод Ткаченко.

## Афоризми
- Загибель сповнена слави лише за тієї умови, що той, хто гине, не втратив чесноти.
- Найбільша помилка — замість навчання дітей добру прищеплювати їм честь — добро, яке гарне зовні, але пусте або зіпсоване всередині.
- Людське почуття має цікавити інших тільки тоді, коли воно висловлене привселюдно.
- Жіноче серце потребує захисту від чужої цікавості навіть у тому випадку, якщо його володарка — світська леді.
- Зустрічаються людські душі, пізнання яких не викликає жодної цікавості. Так само й скелясті прірви, не викликають бажання ризикувати. І другі, і перші занадто сповнені жахом смерті.
- Історія повинна ставитися до подій неупереджено і спокійно. В іншому випадку вона жахнеться і не зрозуміє істинної природи того, за вивчення чого взялася.
- Кажуть, небесні хмари відображають картину того, над чим пропливають, і несуть її вгору. Так само й людина епохи: вбирає ідеї окремих представників і втілює їх у єдиному прагненні до істини.
- Деякі з подій подібні до засихаючих гілок: в'янучи, вони опадають з древа історії, але зникаючи безслідно, даючи місце новим.
- Під гнітом обставин людина ризикує впасти не тільки в пастку гріхів, але і в капкан власної чесноти.
- Людські таланти здатні дрімати в невіданні до тих пір, поки доля не змусить їх володаря діяти.
- Справжня мета повинна стояти попереду свого шляху. Досягнувши її, не варто повертати назад.

## Визнання

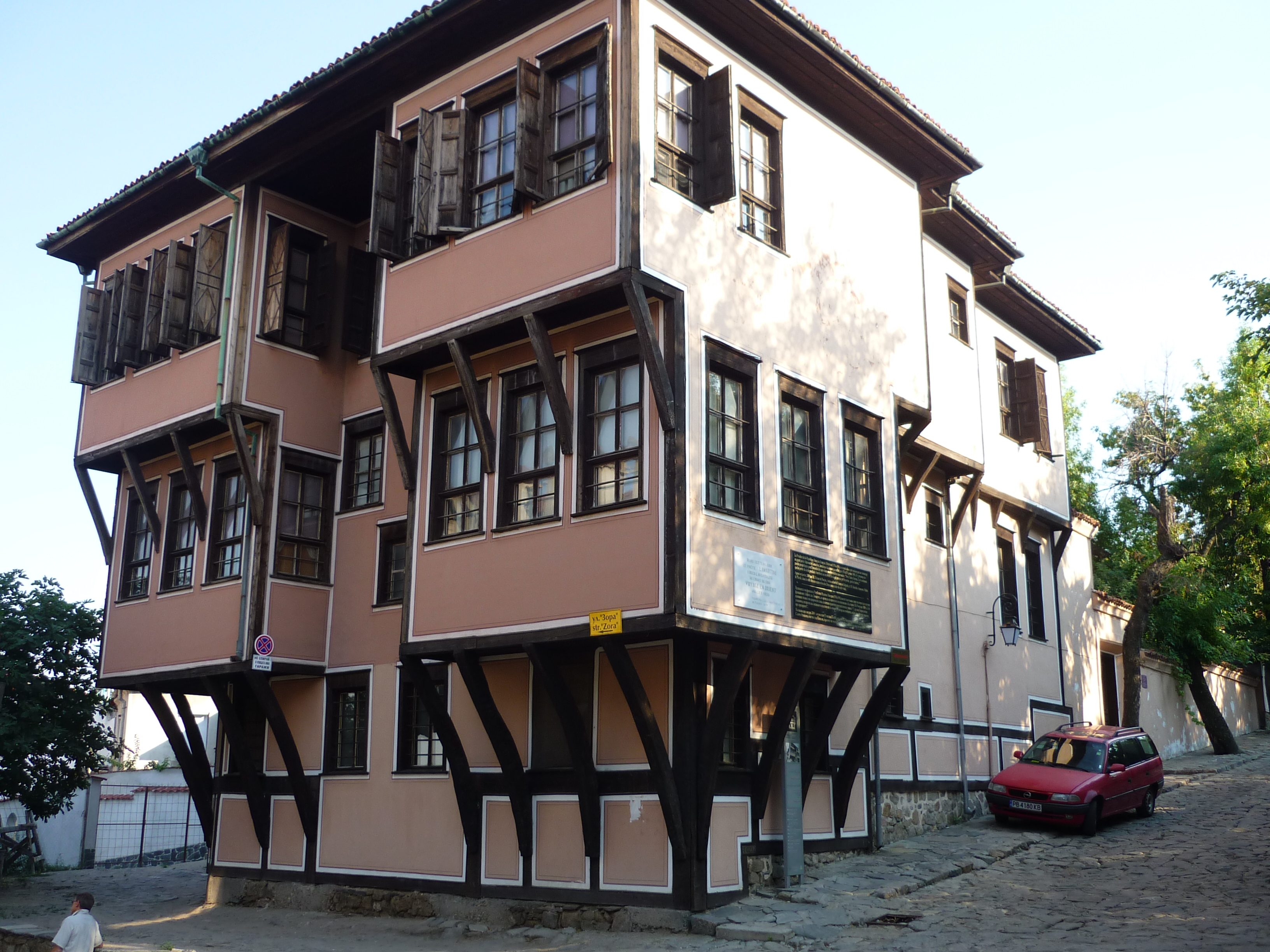
Дім Ламартіна

У місті Пловдив, Болгарія, іменем Ламартіна названий будинок де він зупинявся під час подорожі на Близький Схід.